# Kungliga Hovkapellet
Kungliga Hovkapellet (svensk: Det Kongelige Hofkapel) er et svensk orkester, som siden 1773 har været tilknyttet Stockholmsoperaen.

## Historie
Kungliga Hovkapellet er en af verdens ældste tilbageværende orkesterinstitutioner. I år 1526 omtales hoffets musikere for første gang i hofstatens regnskaber af Gustav Vasa, hvormed grundlaget for et hofkapel lagdes. I lang tid var Hovkapellet knyttet til hoffet i Stockholm og bestod af både vokale og instrumentale kræfter.
En av Hovkapellets glansperioder var i 1600-tallet, da kapellet ledtes af medlemmer af familien Düben. Fra 1730'erne under hofkapelmestre som Johan Helmich Roman og Francesco Uttini indtraf en anden blomstringsperiode under hvilken det svenska musikliv blev udviklet betydeligt. Hovkapellet havde udelukkende mandlige medlemmer frem til år 1727, da de to drenge, som gjorde tjeneste som discantister og sopraner, blev erstattet med Sophia Schröder og Judith Fischer.
Under Johan Helmich Romans ledelse afholdte hofkapellet offentlige koncerter i Riddarhuset, hvilke blev kaldt "Riddarhuskonserter", som tog sin begyndelse i 1731, var den første regelmæssige offentlige koncertvirksomhed i Stockholm.
I dag består hofkapellet af 107 musikere.